# 17215 Сліван
17215 Сліван (17215 Slivan) — астероїд головного поясу, відкритий 6 січня 2000 року.
Тіссеранів параметр щодо Юпітера — 3,573.